# Turul Trail

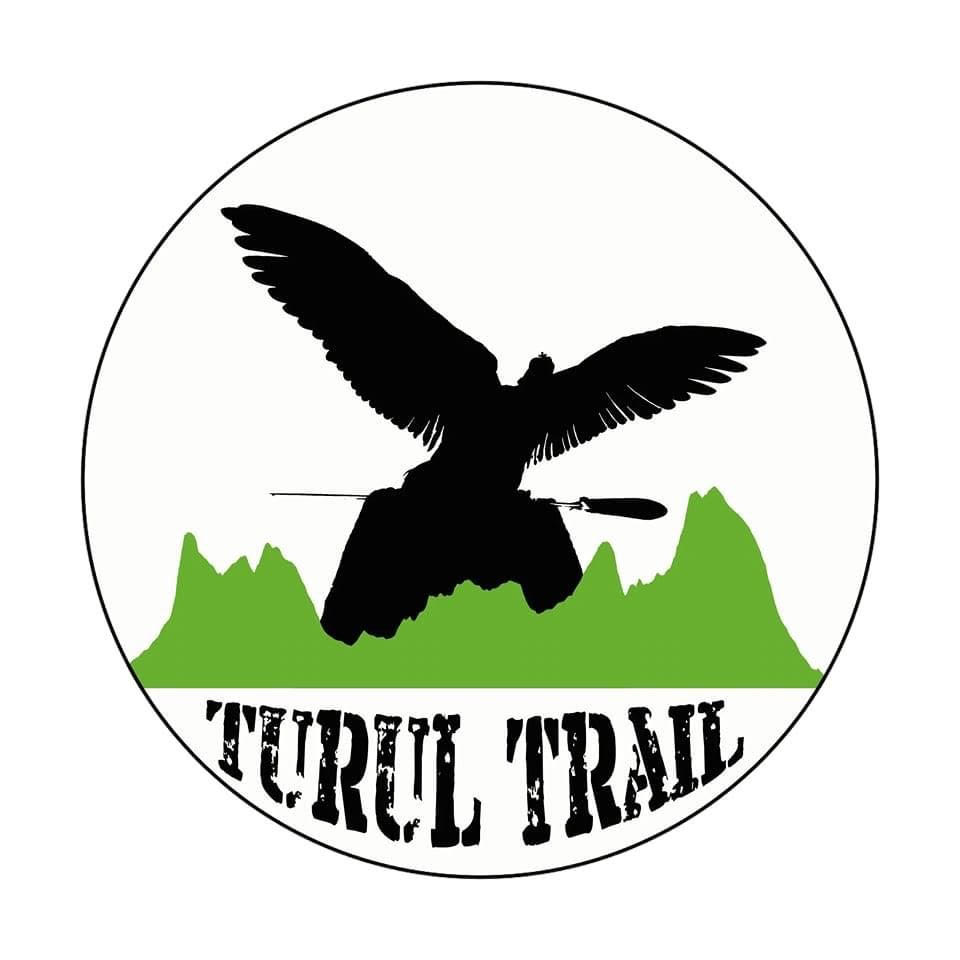
A 2022. január óta használatban lévő hivatalos logó

A Turul Trail egy instant túra- és terepfutó kihívás a Gerecse hegységben. Jelenleg (2024) két távon indulhatnak a próbázók: egy 22 km-es és egy 62 km-es körön. A rajt és a cél mindkét esetben a tatabányai Decathlon áruház parkolójában van.

## Története
Magyarországon 2013 óta töretlen lelkesedésnek örvend az instant túramozgalom (lásd: Vérkör, VérCse, Kör stb.), melynek lényege, hogy a kihívás nincs időponthoz kötve, hanem az év bármely időszakában teljesíthető az adott útvonal. Azonban kezdetben ezek a teljesítménytúrák csak hosszabb, olykor igen nehéz terepen haladó utakon vezettek, melyekre csak igen felkészült és nagy tapasztalattal rendelkező sportolók vállalkoztak.  A Turul Trail kezdetben nagyjából félmaratoni (hivatalos mérések szerint 20,68 km) távja azok részére jött létre, akik amatőr szinten űzik a természetjárást, de ki szeretnék kipróbálni az instant túrázás élményét. Maga a teljesítés lehetősége 2019. október 12-én nyílt meg. A kihívás ötletgazdái Bucsi-Kovács Anikó, Beszedics-Környei Andi, Nagy Nikoletta és a kihívás névadója, Tromposch György. A céljuk az volt, hogy egy mindenki számára elérhető, izgalmas útvonalon mutassák be a túrázni vágyóknak a Gerecse szépségeit. A megvalósításhoz a TTT-HSE (Tatai Tömegsport és Tájfutó Honvéd Sportegyesület) adta a hátteret, de minden egyéb feladatot ma is az ötletgazdák látnak el. Fontos segítséget adott még Böjti István és Takács “Taky” László, akik a helyben történő munkálatok mellett (terepmunkák, QR-kódok kihelyezése, tájékoztató oszlopok beásása) távollétük alatt is fontos alapköveket fektettek le a Turul Trail létrejötte érdekében.

## Távok
- Turul Trail: 22 km, 700 méter szintemelkedés
- Turul Trail Ultra: 62 km, 2000 méter szintemelkedés

A rövidtáv rajtja 2021. december 31-ig a Tatabánya fölé magasodó Kő-hegy tetején, a Turul-szobor melletti parkolóban volt. Ezt később a jobb megközelíthetőség miatt helyezték át a TurULTRAil rajtjával egy helyre, a Decathlon áruház parkolójába. Az új rajthelyszínnel a táv nagyjából 2 kilométerrel nőtt, és 70 méterrel több szint került bele. Emiatt a szervezők úgy döntöttek, hogy a futók szintidejét 3 óra 14 percben határozzák meg.

## Útvonal

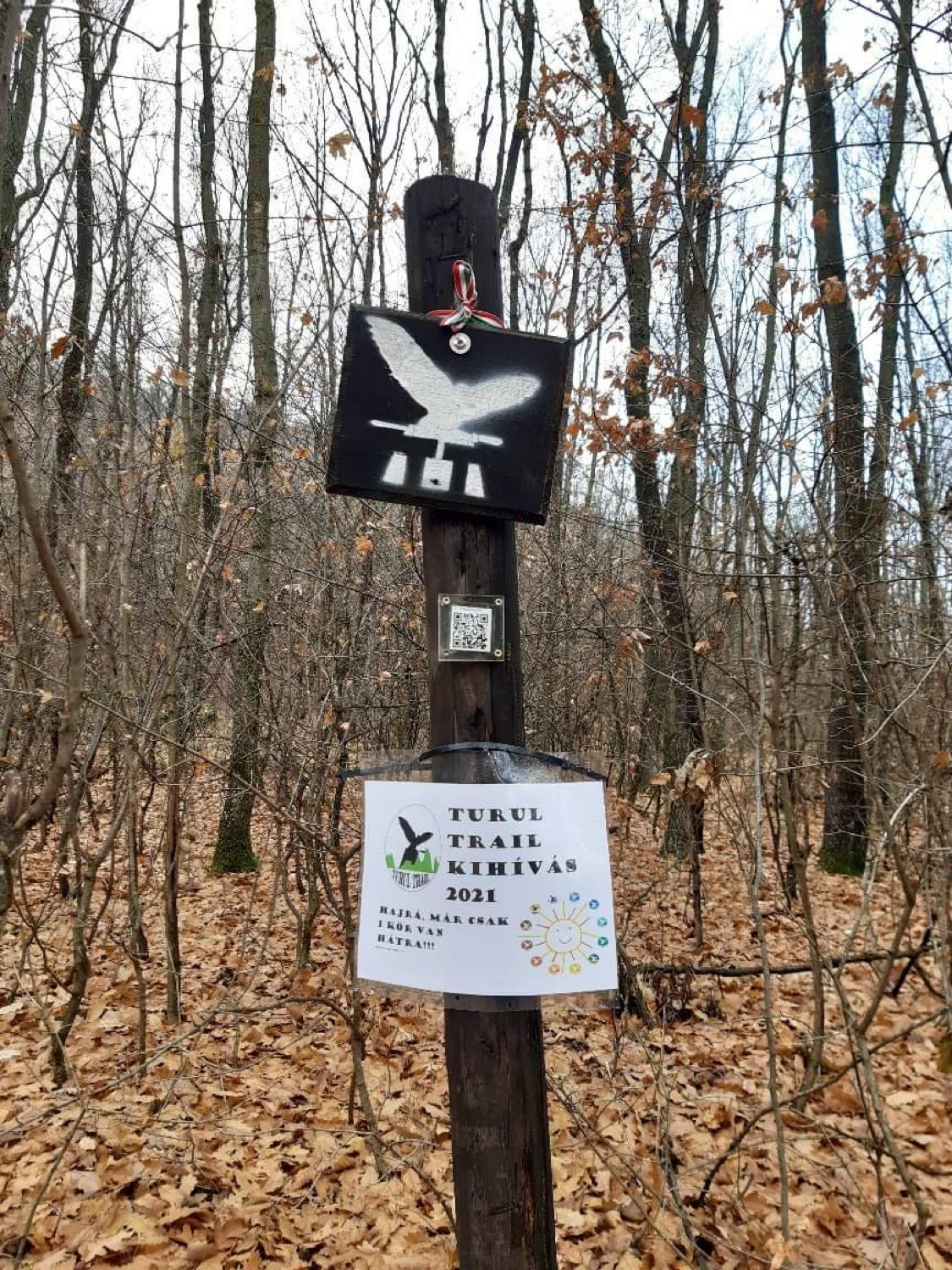
A Turul Trail rövidtávján ilyen oszlopokra szerelt QR-kódok beolvasásával igazolják a teljesítésüket a résztvevők

### Rövidtáv
A kör útvonala jelenleg:
Decathlon-parkoló → Siratófal-alja → Ranzinger Vince-kilátó → Turul-szobor → Koldusszállás → Zarándokutak → Vértestolna, János-hegy → Kappan-bükk → Siratófal-alja → Decathlon-parkoló
A kör korábbi útvonala:
Turul-szobor parkoló → Koldusszállás → Zarándokutak → Vértestolna, János-hegy → Kappan-bükk → Siratófal-alja → Ranzinger Vince-kilátó → Turul-szobor parkoló
Az útvonal módosítása után a kihívás legendás emelkedője, a "Siratófal" útja (hivatalos nevén: P+ kiágazás - Ranzinger Vince-kilátó P3) az útvonal végéről az elejére került. Ez valamelyest megkönnyítette a teljesítést, hiszen a próbázók még frissen érkeznek az emelkedő aljára, bár az igazsághoz hozzá tartozik, hogy a további utat már a "siratófallal a lábban" kell teljesíteniük. Az emelkedő egyébként nagyjából 710 méter, és 190 m pozitív szintemelkedést tartalmaz.  

### TurULTRAil
A Turul Trail hosszútávját nem sokkal a rövidtáv után indították. Célja nem titkoltan az, hogy a hosszútávú terepfutókat és a kihívásokat kedvelő lelkes amatőröket is a Gerecsébe csábítsák. Útvonala elvezet egészen a Szárliget fölé magasodó Somlyó-tetőig, melyről szép időben mesés panoráma nyílik a Gerecse és a Vértes vonulataira. Különösen tiszta időben a Pilis, Budai-hegység, sőt a Tátra és az Alpok csúcsai is kivehetőek. Tovább haladva eljutunk a Bányahegyhez, melyet ebből az irányból meredek lejtőként kell leküzdenünk. A rutinosabb túrázók tudják, hogy ezt a hegyet megmászni sem könnyű, hiszen a Gerecse 50 teljesítménytúra is erre halad, csak ellentétes irányban. További érdekesség, hogy az útvonalat követve eljutunk a Gerecse legmagasabb csúcsára is, a Nagy-Gerecsére, mely 634 méterével magasodik környezete felé. 
A kör útvonala:
Decathlon-parkoló → Siratófal-alja → Ranzinger Vince-kilátó → Turul-szobor → Koldusszállás → Tornyópuszta → Szénégető → Somlyó-tető → Szénégető → Tarján, buszmegálló → Tarján, kálvária-domb → Zarándokutak → Vértestolnai műút → Bányahegy → Héreg → P-P+ elágazás → P+-K3 elágazás → Gerecse-tető → Tardos → Gorba-tető → Vértestolna, János-hegy → Kappan-bükk → Siratófal-alja → Decathlon-parkoló

## Nevezés

### Rövidtáv

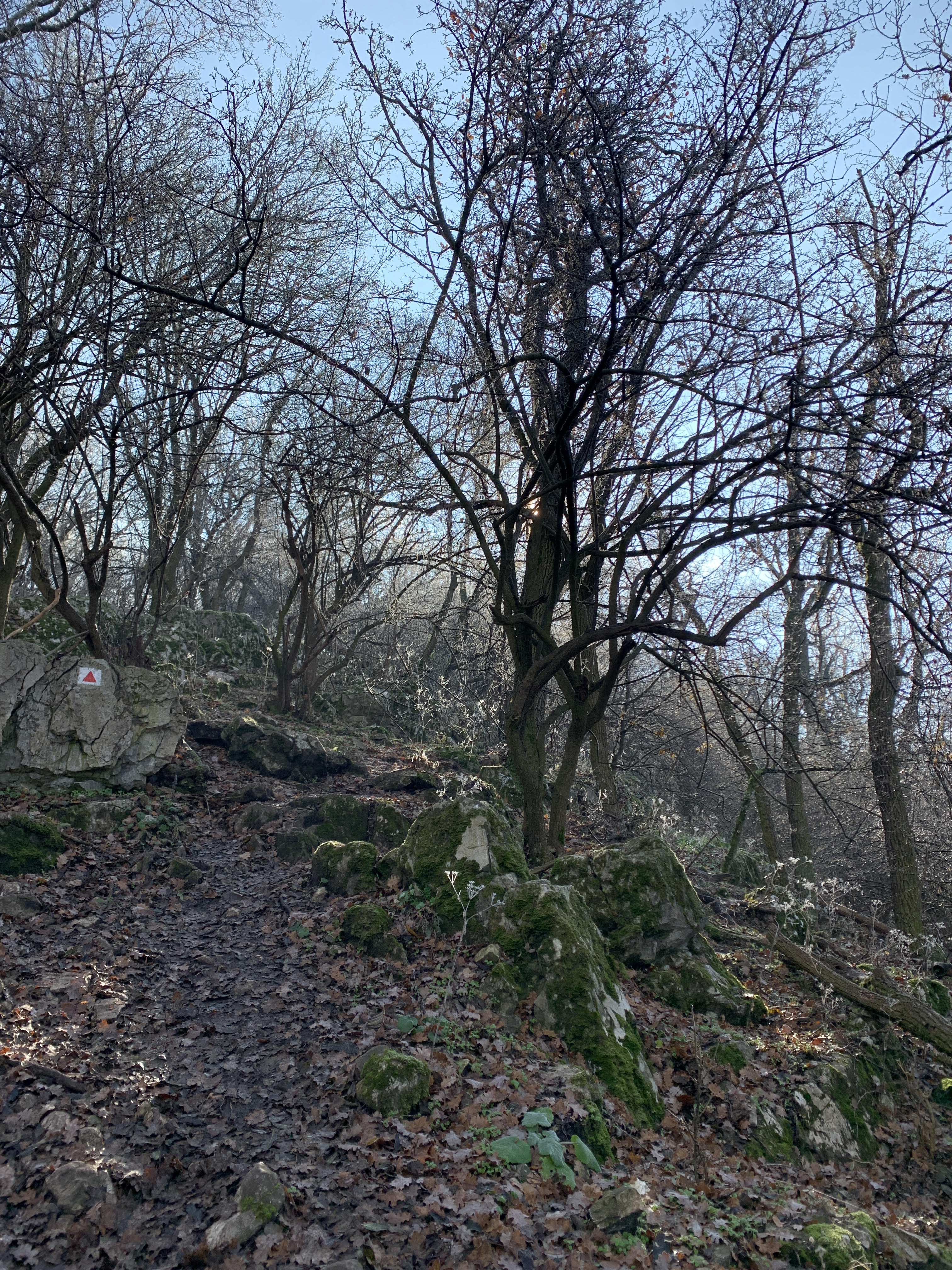
A "Siratófal" látképe alulról. Jól látható a P3 jelzés az előttünk álló sziklán

A Turul Trail rövidtávjára regisztráció után nevezhetünk. Ehhez a www.turultrail.hu oldalon meg kell adnunk pár személyes adatot (név, születési idő), majd az általunk megadott e-mail-címre kapott visszaigazolással nyílik lehetőségünk az indulásra. A nevezésnek három opciója van: 
- "Egészségemre" : ehhez nem tartozik díjazás, a teljesítő "csupán" bekerül a táblázatba, a nevezése ingyenes
- "Kitűző" : a kör végeztével a teljesítő kitűzőt kap, a nevezése 1500 Ft
- "Érem" : a kör végeztével a teljesítő érmet kap, a nevezése 3000 Ft

A próbázó a nevezés módjánál tudja eldönteni azt is, hogy futva vagy gyalogosan kívánja teljesíteni a távot. Futva 3 óra 14 perc, gyalogosan pedig 12 óra a szintidő. Ha a próbázó futva nevez, viszont 3:13:59-nél később, de sikeresen célba ér, automatikusan átkerül a gyalogos teljesítők közé. A Turul Trail rövidtávjára nevezni bármikor lehet, leszámítva a tesztidőszakot, amely rendszerint egy nap, és év elején kerül rá sor. A szervezők a kihívás honlapján és hivatalos Facebook-oldalán általában 2-3 héttel előre jelezni szokták, hogy mikor várhatóak ezek az időszakok. Továbbá korlátozások lehetnek, ha az adott területen hajtóvadászat van, erről is ad tájékoztatást a szervezőcsapat az előbb említett felületeken. A teljesítésre a nevezést követően 60 nap áll rendelkezésre, ha a nevező nem indul, a nevezése automatikusan törlésre kerül. Indulni az év bármely napján lehet, de a rajtolni csak napkelte után és napnyugta előtt van lehetőség. Ez azt jelenti, hogy az elméleti legkorábbi és legkésőbbi rajt időpontja szinte naponta változik. A bevett gyakorlat azonban az, hogy a szervezők az évente négy alkalommal (az évszakok változását követve) közlik a legkorábbi és legkésőbbi rajtolási időpontokat. Ez a nyári napforduló környékén hajnali öt és este nyolc óra is lehet, az év átellenes részén pedig reggel hét és délután három óra közé is korlátozódhat. Erre a szabályozásra az illetékes erdészet területén áthaladó útvonal és a velük kötött egyezség miatt volt szükség. Hétvégente rendszeresen többen indulnak, ilyenkor a szervezők gyakran várják a finishereket a célban, hogy személyesen adhassák át nekik az érmeket és kitűzőket, ezzel is erősítve a családias légkört. Ha a szervezők egyik tagja sem ér rá személyesen fogadni a teljesítőket, akkor a Decathlon bejárata melletti ládákból van lehetőség átvenni a díjazást. Ez két számzáras dobozban található, melyek közül az egyik kódját e-mailben kapja meg a sikeres teljesítő attól függően, hogy az érem vagy a kitűző díjazást választotta a nevezésnél. 

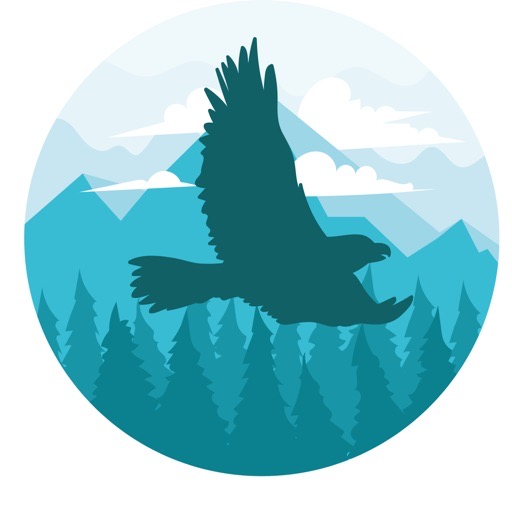
A TurULTRAil hivatalos logója. A telefonra letölthető alkalmazásnak is ez a hivatalos képe, valamint a kitűzőn is ez szerepel

### TurULTRAil
A nevezési felület 2024 december elsejéig tesztüzemben működött, így addig mindenki számára ingyenes volt. Gyalog és futva volt lehetőség a teljesítésre, de szintidő nem volt megadva a tesztüzem miatt. A rövidtávtól eltérően itt nem QR-kódokat kellett beolvasni, hanem a próbázónak egy alkalmazást kellett letölteni a telefonjára (az alkalmazás neve TurULTRAil, elérhető Androidra és iOS-re). A regisztrációt követően megkapta az útvonal térképét, melyen végig kellett haladni. A teljesítés ideje alatt az alkalmazásnak végig futnia kellett, ugyanis a telefon GPS jele alapján igazolta a próbázó, hogy a távot teljesíti. Fontos, hogy a telefonon kellett hogy legyen mobilinternet, anélkül az alkalmazás nem működött. A TurULTRAilnek nincs időkorlátja, tehát elméletben bármikor lehetett rajtolni. Díjazásból is egyféle mód volt, hűtőmágnesként is használható kitűző, amelyet ugyanúgy a szervezőktől vagy a számzáras ládából lehetett átvenni.  
2023-ban a szervezők elkezdték kiépíteni a rövidtávhoz hasonló QR-kódos rendszert, mivel a korábbi, alkalmazáson keresztül történő teljesítési forma nem váltotta be a hozzáfűzött reményeket. Az új rendszer többek között megszabja a teljesítési szintidőket is, mely futva 12, gyalog pedig 18 óra. A QR-kódok kihelyezése, a honlap aktualizálása és a nevezési felület jelenleg (2024) kiépítés alatt áll, tervek szerint 2025 első félévében lehet regisztrálni a rövidtávhoz hasonló felületen keresztül a TurULTRAilre.

## Turul Trail Challenge – Az éves kihívás

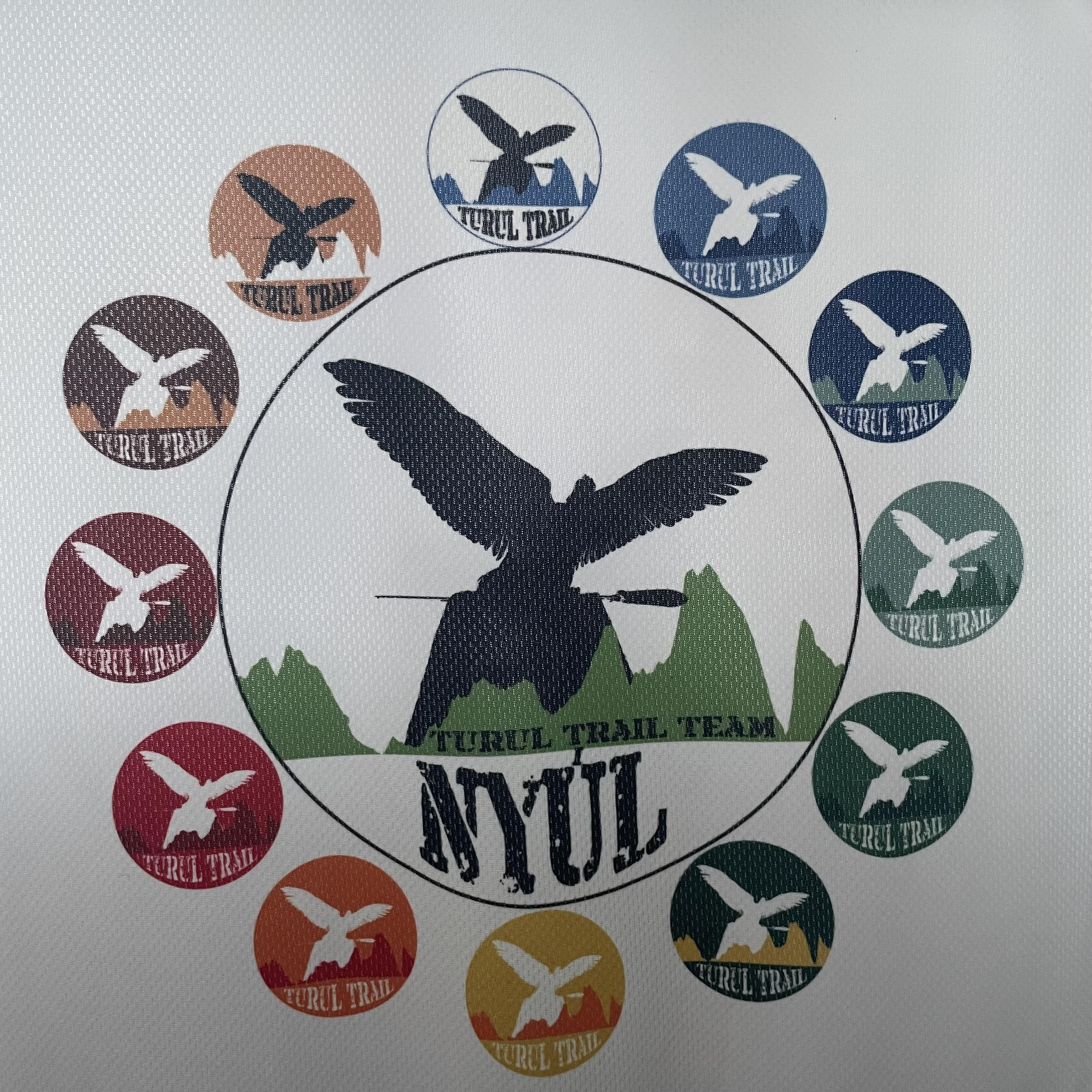
A Turul Trail Challenge teljesítése esetén járó névre szóló póló. a logó körül a 12 hónap 12 egyedi kitűzői láthatók (legfelül a decemberi, majd óramutató járásával megegyező irányban a többi hónap)

A szervezők 2021-ben egy kihívást szerveztek a teljesítőknek. A lényeg az volt, hogy az év 12 hónapjában 12 kört kellett teljesíteni a rövidebb körből, melynek végén minden hónapban egy az adott hónapban kapható kitűzőt vehettek át a célba érkezők. Ha összegyűlt mind a 12 db kitűző, akkor egy névre szóló pólót és egy szintén névre szóló kupát kapott a teljesítő. Az éves kihívásnál nem volt megadva a teljesítés módja, egyaránt lehetett gyalogosan vagy futva menni.         
Az esemény sikerére való tekintettel 2022-ben a Turul Trail Challenge továbbfejlesztett verziója vált elérhetővé, mely szerint a 2021-es sikeres teljesítők ha 2022-ben is vállalták a kihívást, akkor négyhavonta egy különleges TT-éremmel gazdagodtak, év végén pedig egy névre szóló plakettet nyertek. A plakett üvegből készült, rajta a teljesítő nevével és a Turul Trail felirattal. Akik 2022-ben vágtak először neki a 12 hónapos kihívásnak, azoknak a 2021-es feltételek voltak az irányadóak.         
2023-ban a szervezők módosítottak kicsit a kihívás szabályain. Ettől az évtől kezdve minden hónapban egy adott témára épülő teljesítési módot vezettek be, melyet minden hónap első napján tesznek közé. Ezek a pálya bejárása mellett további érdekes kihívásokat és alternatív teljesítési módot jelentenek, ezzel is színesebbé téve az instant kihívást. Minden hónapra tematikus kitűzőt lehet kapni, amely az adott hónap témájához illik. Áprilisban például a „bolondok napja” alkalmából fordítva kell a pályán végigmenni, de van „kutyás teljesítés” is, illetve „BokorBélázás”, mely a tripla teljesítés megismétlésére sarkallja a gyakorlottabb futókat, túrázókat. Az év végi jutalmat a szervezők nem fedték fel, ezt a kihívás végeztével tették közzé. A díj végül egy gravírozott üveglap lett, melyen a teljesítő neve szerepel
2024-ben az Éves Kihívás résztvevői minden hónapban egy különleges kitűzőt vihettek haza. Ha a 12 különböző kitűző összegyűlik, akkor azokat összerakva a Turul Trail Logóját és a hozzá tartozó “Turul Trail” feliratot kapják a kihívás teljesítői.  

## Legjobb idők

### Rövidtáv

#### Régi útvonal
- Férfi: Madarász Ferenc (1:42:01)
- Női: Dr. Márovics Anna (1:59:39)

#### Új útvonal
- Férfi: Madarász Ferenc (1:50:23)
- Női: Sebők Emília (2:17:13)

A nem hivatalos férfi pályacsúcsot a régi útvonalon Szabó Sándor tartja 1:27:47-es idővel, de a 2020-as koronavírus-járvány kirobbanásakor a szervezők ideiglenesen beszüntették a teljesítés idejének a mérését, így aki azon időszak alatt indult, annak az adatbázisban szereplő ideje mindig az általa választott teljesítési mód szintideje. Vagyis futók esetén 2:59:59, gyalogosok esetében pedig 5:59:59. Erre a korlátozásra azért volt szükség, mert a járvány előtti hetekben az instant túra olyan népszerűségnek örvendett, hogy a hétvégi időszakban már-már "tömegrendezvényszerű" csoportok indultak el, hogy teljesítsék az útvonalat. Az elsőségért küzdők is gyakran együtt indultak, így viszont ideiglenesen megszűnt ez a fajta rekordhajhászat, mely csak a járványhelyzet enyhülésével és a korlátozás feloldásával tért vissza. Szabó Sándor idejét azonban utána senkinek sem sikerült megjavítani, és az útvonal módosítása miatt már nem is lehet, így őt mondhatjuk a régi útvonal nem hivatalos örökös rekorderének.

### TurULTRAil
- Férfi: Madarász Ferenc (5:15:42)
- Női: Beszedics-Környei Andi (8:06:04)

## Érdekességek

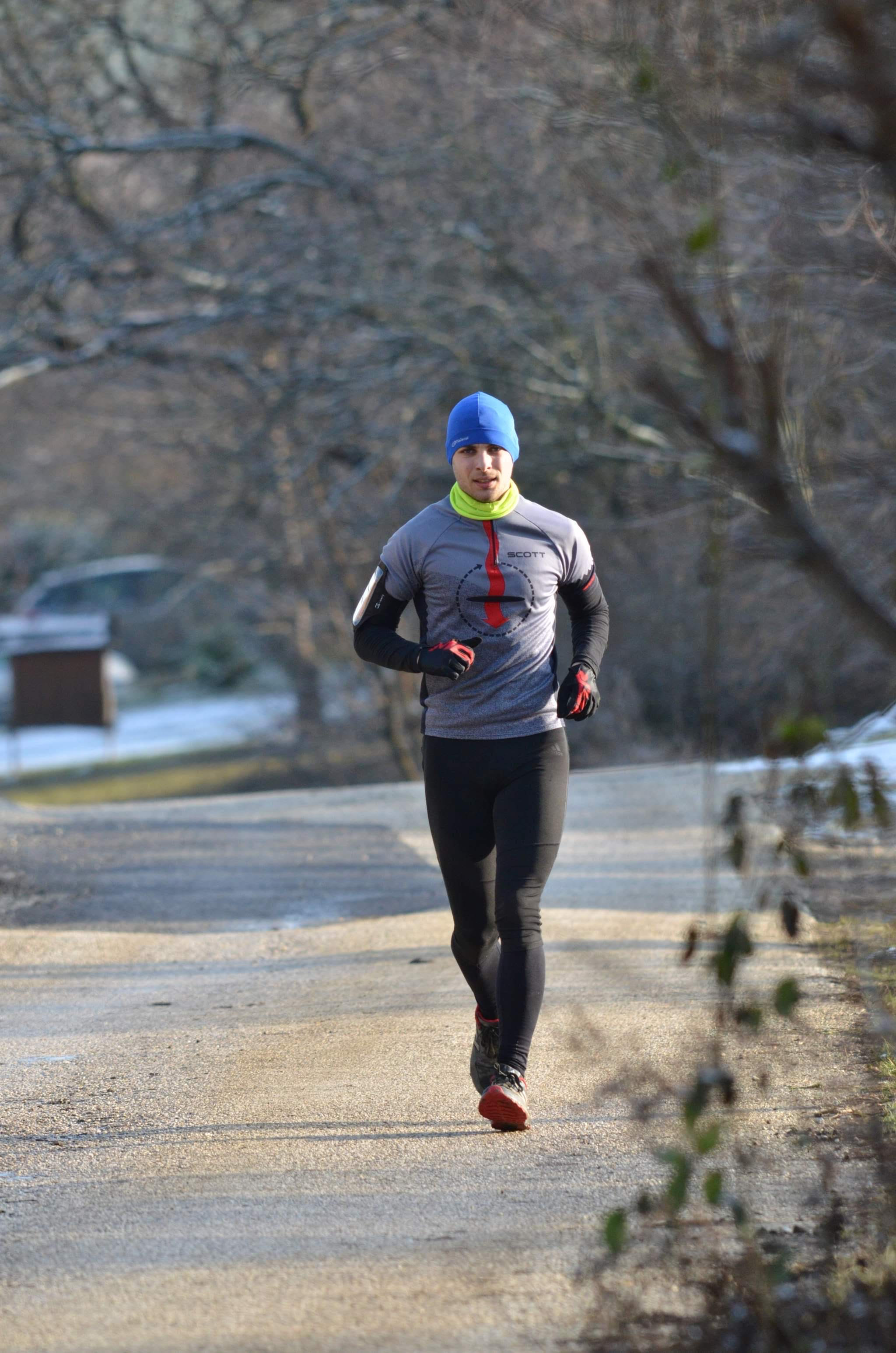
Fekete Arnold "Nyúl"

- A túra indulása óta több mint 4000-en indultak el, és eddig (2024. július) 126-an voltak kénytelenek feladni a túrát. Ezzel az egyik legnagyobb teljesítési aránnyal rendelkező túra Magyarországon a Turul Trail.
- Azok a férfi teljesítők, akik 2 órán belül, és azok a nők, akik 2 óra 15 percen belül célba érnek a rövidtávon, átkerülnek az ún. UFÓ kategóriába. A teljesítők kevesebb mint 2%-a képes UFÓ szintidővel célba érkezni.
- A rövidtávnak 2023 júniusáig két triplázó teljesítője van. Bokor Béla egy nap alatt háromszor teljesítette a távot 2020. január 16-án, ráadásul mindhárom teljesítése futó szintidőn belül történt (sorrendben: 2:29:26, 2:28:33, 2:50:13). További érdekesség, hogy csupán 10 nappal később, január 26-án visszatért, és triplázását megismételte (2:36:14, 2:37:35, 2:41:31). Második triplázása alkalmával Horthy Krisztiánnal együtt futottak. Ezután február 16-án Horthy önállóan is ment három kört egymás után igen szép eredménnyel, köreinek időeredményei 2:09:17, 2:13:12, 2:31:35. 2023 júliusában további két tripla teljesítés is született, először július 22-én Tóth Tamás (2:46:06, 2:48:57, 3:31:02), majd július 28-án Kovács István (3:43:41, 4:32:46, 6:22:52).
- Mégis az egy nap alatt teljesített legtöbb kör jelenleg négy, Juhász Krisztián 2023. július 30-án futotta le az összesen 92 km-t és a hozzá tartozó 2800 méter szintet.
- Az egy év alatt legtöbb teljesítéssel szintén Juhász Krisztián rendelkezik, 2022-ben 20 alkalommal teljesítette a távot, legjobb ideje 2:21:13.
- Az egy hónap alatt legtöbb teljesítéssel jelenleg Fekete Arnold "Nyúl" rendelkezik, szám szerint 13-mal. 2021 decemberében a Turul Trail Challenge kihívását (a szervezőbizottsággal fogadva) egyetlen hónap alatt teljesítette, plusz többedmagával egy szilveszteri "ráadáskört" is ment, mindegyiket futó szintidőn belül. Körei közt szerepel egy duplázás (2021. december 5., időeredményei: 2:54:38, 2:47:25) és egy UFÓ idő (2021. december 22., ideje: 1:56:23). További érdekesség, hogy ugyanebben a hónapban a TurULTRAil távját is teljesítette, ahol szinte végig ónos esőben futva 7:06:36-os idővel ért célba.
- Endrész Csaba 2022 januárjában tíz nap alatt tízszer teljesítette a távot, mindegyik alkalommal futó szintidőn belül.
- A legtöbb hivatalos teljesítéssel is Juhász Krisztián büszkélkedhet, aki 2024. december 22-én elérte a 100 teljesítést.
- A TurULTRAil legtöbbszörös teljesítője Fekete Arnold “Nyúl” aki 2024 decemberéig 15 alkalommal futotta le a 62 km-t.
- A legidősebb teljesítő, Adlovitsné Holdinger Teréz 1949-es születésű, 2020. március 9-én 71 éves korában teljesítette a távot.
- A legfiatalabb teljesítő, Bucsi Zétény 2018-as születésű, 2022. február 12-én négyévesen teljesítette a távot.
- Az új útvonal első UFÓ idejére a férfiaknál több mint két évet kellett várni, míg Madarász Ferenc befért két óra alá. Nők között az első UFÓ idő továbbra is várat magára.